# Withoutabox
Withoutabox é um site fundado em janeiro de 2000 por David Straus, Joe Neulight e Charles Neulight que permite cineastas independentes a auto-distribuir os seus filmes. O primeiro produto lançado foi o sistema  International Film Festival Submission. Withoutabox trabalha com festivais de cinema e cineastas de todo o mundo. Em janeiro de 2008, Withoutabox foi adquirida pela IMDb, uma divisão da Amazon.com.
O site Withoutabox oferece aos cineastas uma plataforma de pesquisa mais de 3000 festivais de cinema em cinco continentes e de apresentar seus filmes para mais de 850 festivais de cinema em todo o mundo, incluindo festivais como Sundance e o Toronto International Film Festival.
Festivais pode solicitar submissões através da web e gerenciar as submissões recebidas eletronicamente, em vez da rota tradicional de envio de DVDs via correio. Isso permite que os festivais de comercializar o evento para mais de 400.000 cineastas ativos, a plataforma Withoutabox, aceitar taxas por submissão eletronicamente e, automaticamente notifica cineastas para a aceitação em seu evento. Outros serviços incluem: streaming na Internet via IMDb, venda de DVDs e vídeo sob demanda na Amazon.com.

## Controvérsias
Withoutabox atraiu críticas nos anos seguintes à sua aquisição em 2008 pelo IMDB, por sua vez detida pela Amazon. Alguns cineastas e festivais igualmente acusaram a empresa de encargos excessivos, práticas não competitivas, tecnologia ultrapassada e as reivindicações habituais de litígio agressivo na Amazon.